# Torger Tokle
Torger Dahl Tokle (ur. 7 marca 1919 w Løkken Verk, zm. 3 marca 1945 we Włoszech) – amerykański skoczek narciarski norweskiego pochodzenia, reprezentant Løkken IF, mistrz Stanów Zjednoczonych (1941), rekordzista Ameryki Północnej w długości skoku narciarskiego.

## Życiorys
Był synem Aleksandra i Emmy Hansine Tokle. Wśród jego rodzeństwa był m.in. Art Tokle – również skoczek narciarski, olimpijczyk w barwach Stanów Zjednoczonych podczas igrzysk w Oslo w 1952 roku.
Wspólnie z bratem wyemigrował do Stanów Zjednoczonych w 1939 roku i zamieszkał na Manhattanie. Obaj bracia startowali w zawodach skoków narciarskich.
Zimą 1940 roku Torger Tokle został wicemistrzem Stanów Zjednoczonych, przegrywając z Alfem Engenem. W 1941 roku Tokle ustanowił nowy rekord Ameryki Północnej w długości skoku narciarskiego, uzyskując 273 stopy (ok. 83,2 m). W tym samym roku poprawił ten rezultat (uzyskał 288 stóp, tj. ok. 87,8 m) podczas mistrzostw Stanów Zjednoczonych w Snoqualmie, które były dla niego zwycięskie. Po raz ostatni rekord poprawił rok później, uzyskując 289 stóp (ok. 88,1 m) na skoczni Pine Mountain Jump w Iron Mountain.
W październiku 1942 roku rozpoczął służbę wojskową w 10 Dywizji Górskiej w United States Army. W szeregach armii amerykańskiej wziął udział w II wojnie światowej. Zginął w trakcie bitwy w marcu 1945 roku na froncie we Włoszech.

## Upamiętnienie
W marcu 1946 roku na Bjørnlibakken rodzimy klub zawodnika (Løkken IF) zorganizował memoriał Torgera Tokle. Wszyscy uczestnicy tych zawodów otrzymali pamiątkowy dyplom ze zdjęciem zawodnika. Memoriał zorganizowano również w 1999 i 2000 roku na Kløvsteinbakken.
W 1959 roku Torger Tokle został włączony do galerii sław narciarstwa Stanów Zjednoczonych (U.S. National Ski Hall of Fame).
Nieprzerwanie od 1948 roku Amerykański Związek Narciarsko-Snowboardowy przyznaje nagrodę imienia Torgera Tokle (Torger Tokle Award) dla mistrza Stanów Zjednoczonych w skokach narciarskich na dużej skoczni.